# ساخت بهشت
ساخت بهشت (به انگلیسی: Made in Heaven) نام پانزدهمین آلبوم استودیویی گروه راک بریتانیایی، کوئین است. ساخت بهشت آخرین آلبوم گروه کوئین است که فردی مرکوری و جان دیکن در آن مشارکت داشتند. مرکوری در سال ۱۹۹۱ بر اثر بیماری ایدز درگذشت و دیکن هم دو سال بعد از انتشار آلبوم گروه را ترک کرد و از موسیقی کناره‌گیری کرد. پس از مرگ مرکوری، دیکن، راجر تیلور و برایان می با قطعات پیانو و آوازهایی که مرکوری قبل از مرگش ضبط کرده بود کار کردند و اشعار جدید هم توسط باقی‌مانده اعضای گروه ضبط شد. هر دو مرحله ضبط آلبوم، قبل و بعد از مرگ مرکوری، در استودیوی مونترو گروه در سوئیس به اتمام رسید. بر طبق گاردین، این آلبوم حدود ۲۰ میلیون نسخه در سرتاسر دنیا به فروش رفت.